# کوهی یوشیوکا
کوهی یوشیوکا (انگلیسی: Kohei Yoshioka؛ زادهٔ ۲۲ آوریل ۱۹۸۵) بازیکن فوتبال اهل ژاپن است.